# Tally Hall
Talmon Henry „Tally“ Hall (* 12. Mai 1985 in SeaTac, Washington) ist ein US-amerikanischer ehemaliger Fußballtorhüter.

## Jugend und College
Der SeaTac im Bundesstaat Washington geborene Hall besuchte die Gig Harbor High School Gig Harbor, Washington. Nach der Schulzeit ging er an die San Diego State University, wo er für die San Diego State Aztecs College-Soccer spielte. Er war einer der besten Spieler seines Jahrgangs und zweimal in die NSCAA und College Soccer News All-American Auswahl berufen. Bei der Wahl für die M.A.C. Hermann Trophy, der der beste College des Landes erhält, kam er ins Halbfinale. Er wurde auch zweimal in Folge als einer der besten Spieler der Pacific-12 Conference geehrt. Während seiner Zeit am College spielte er 2006 für die Boulder Rapids Reserve in der USL Premier Development League.

## Wechsel nach Dänemark
Beim MLS SuperDraft 2007 wurde Hall von Los Angeles Galaxy ausgewählt, er entschied aber gegen die Major League Soccer und wechselte nach Dänemark zum Erstligisten Esbjerg fB. Allerdings absolvierte in den kommenden zwei Jahren kein Spiel für die erste Mannschaft.

## Major League Soccer
2009 kehrte Tally Hall in die USA zurück und unterzeichnete bei Houston Dynamo einen Vertrag, wo er am 1. Juli 2009 in einem Pokalspiel sein Debüt gab. Am 23. Oktober 2009 erzielte er in einem Spiel gegen AD Isidro Metapán in der CONCACAF Champions League ein Tor.
2011 und 2013 wurde er in das All-Star Team der MLS berufen.
Am 28. Oktober 2014 wurde bekannt, dass Hall zur Saison 2015 zu Orlando City wechseln werde. Dort stand er am 17. Mai 2015 zum ersten Mal auf dem Platz. Am Ende der Saison wurde er von Orlando nicht weiter beschäftigt.
Anfang April 2016 wechselte Hall zu D.C. United um die verletzten Torhüter Bill Hamid und Andrew Dykstra zu ersetzen. Ohne ein Pflichtspiel absolviert zu haben, gab er im Juli 2016 seinen Rücktritt vom Profifußball bekannt.

## Nationalmannschaft
Tall besuchte Lehrgänge der USA U-23 Auswahl, wurde jedoch bei keinem Spiel eingesetzt. Im Mai 2013 wurde er in den Kader der Fußballnationalmannschaft der Vereinigten Staaten berufen. Er stand aber bei den beiden Freundschaftsspielen gegen Belgien und Deutschland nicht auf dem Platz.